# Шлюпи типу «Гастінгс»
Шлюпи типу «Гастінгс» (англ. Hastings-class sloop) або типу «Фолкстоун» (англ. Folkestone class) — клас військових кораблів з 5 шлюпів, випускалися британськими суднобудівельними компаніями з 1930 до 1931 рік. Шлюпи цього типу перебували на озброєнні ескортних сил Королівського військово-морського флоту Великої Британії та Королівського флоту Британської Індії та активно діяли в ході бойових дій Другої світової війни.

## Шлюпи типу «Гастінгс»
Позначення
| № | Корабель    | Номер вимпелу | Виготовлювач                                    | На честь | Закладено      | Спущено         | У строю           | Статус                                                                               |
| - | ----------- | ------------- | ----------------------------------------------- | -------- | -------------- | --------------- | ----------------- | ------------------------------------------------------------------------------------ |
| 1 | «Гастінгс»  | L27           | HM Dockyard Devonport, Девонпорт                | Гастінгс | 29 липня 1929  | 10 квітня 1930  | 26 листопада 1930 | у квітні 1946 року проданий на брухт                                                 |
| 2 | «Фолкстон»  | L22           | Swan Hunter and Wigham Richardson Ltd., Волсенд | Фолкстон | 21 травня 1929 | 12 лютого 1930  | 25 червня 1930    | У листопаді 1947 року проданий на брухт                                              |
| 3 | «Пензанс»   | L28           | HM Dockyard Devonport, Девонпорт                | Пензанс  | 21 травня 1929 | 10 квітня 1930  | січень 1931       | 24 серпня 1940 року у Північній Атлантиці потоплений німецьким підводним човном U-37 |
| 4 | «Скарборо»  | L25           | Swan Hunter, Тайн-енд-Вір                       | Скарборо | 28 травня 1929 | 14 березня 1930 | 31 липня 1930     | 3 червня 1949 року проданий на брухт                                                 |
| 5 | «Гіндустан» | L80           | Swan Hunter, Тайн-енд-Вір                       | Індостан | 4 вересня 1929 | 12 травня 1930  | 10 жовтня 1930    | У 1948 році переданий ВМС Пакистану; у 1960 році проданий на брухт                   |